# Diocese de Izcalli
A Diocese de Izcalli (em latim:  Dioecesis Izcallensis) é uma diocese da Igreja Católica localizada no município de Cuautitlán Izcalli, no estado do México, pertencente a Arquidiocese de Tlalnepantla no México. Foi fundada em 9 de junho de 2014 pelo Papa Francisco. Com uma população católica de 1.113.456 habitantes, sendo 80,5% da população total, possui 40 paróquias com dados de 2021.

## História
Em 9 de junho de 2014 o Papa Francisco cria a Diocese de Izcalli através do território da Diocese de Cuautitlán.

## Lista de bispos
A seguir uma lista de bispos desde a criação da diocese em 2014.
|                   | Nome                     | Período           | Notas             |
| Bispos de Izcalli | Bispos de Izcalli        | Bispos de Izcalli | Bispos de Izcalli |
| ----------------- | ------------------------ | ----------------- | ----------------- |
| 1º                | Francisco González Ramos | 2014 - atual      |                   |